# 揖斐涼
揖斐 涼太（いび りょうた、1991年5月18日 - ）は、日本のゲームクリエイターである。
福岡県出身。身長：172cm。血液型：O型。

## 経歴
- 一人っ子であり、小学二年生の頃まで施設で育った。以後、母親と二人暮らしの母子家庭であったが母親は仕事でほとんど家にいなかった。母親は厳しく、ゲームや漫画雑誌を持つことは一切許されず所持品も高校卒業まで全て管理されていたが、母親が仕事で普段から家にいないことが多かったので門限はなかったようなものだという。小学4年生の頃にクラスの転入生との出会いからテレビゲームを知る。揖斐は学校から帰るとクラスに馴染めていない転入生の家に通い詰め仲の深い友達となり、ゲームは所持してなかったものの平均以上のプレイや知識を持つようになる。

中学に上がると友達は再び他県へと転校したため、近所のゲームセンターへ通う日々が続く。当時風営法で18歳未満は18時までの立ち入りしか出来なかったが店員と顔なじみになったため注意されることはなく、閉店まで過ごすこともあった。しかし、抜き打ちで警察の巡回や帰り道で警察と鉢合わせし補導されることも何度かあったという。
学校では男女ともにそれなりの人気があったというが、その一方で、家庭で母親と顔を合わせることや会話はほとんどなかったので、少年期としては大変辛い状況が数年間続いた。
- 高校では男子校に入学し、クラスメイトに誘われ美術部に入部する。
- ひぐらしのなく頃にの製作者竜騎士07に感銘を受け、高校卒業後、専門学校のゲームプログラム専攻に入学する。学部で最も通学時間が長く、ゲームを開発したいという意欲は誰よりもあったが数学や英語は最も苦手な教科だったため、一年目はほとんどのペーパーテストで学部最下位だったという。

専門学校卒業後、パソコンゲームのブランドあかべぇそふとつぅに入社。
初めて制作に関わったのはパソコンゲーム用ソフト「オレ様のラグナROCK」。
- 専門学校在学中、 エイティングからfate作品に携わるアルバイトとインターンの誘いがあったが、当時fateシリーズについての知識が全く無かったので断ったことを後悔しているという。

就職してからは福岡でゲームプログラマーとして企業に従事し、サイバーコネクトツー、コーエーテクモゲームスなど経験は多岐に渡る。その後は上京しゲームプランナーとして活動を行っている。

## 人物
- 小学生の頃は友達から借りたゲーム攻略本を一日中読んでいた。また、価格面で最新ゲーム機の購入は出来なかったため、比較的価格の低いファミコンやスーパーファミコンのゲームを購入し一人でやり込んでいたという。
- 高校卒業後も携帯電話を所持していなかったり家にインターネットの環境がなかったので、レトロゲームをやりこんでいたり詳しいのはそのせいだと当時専門学校の同級生に語っている。
- 俳優副島和樹とは仲がよく、副島が九州大学に在学していた頃からプライベートでも仲が深い。世界コスプレサミットの大会に二人でエントリー、副島のコスプレ衣装製作など普段から交流も多い。

## コスプレ
- 専門学校在学中コスプレを始め、文化祭や体育祭など学校行事に積極的に参加していたが、コスプレを始めるきっかけは特に無かったという。
- 遊☆戯☆王を中心としたコスプレで、地元の町おこしイベントやローカル番組に出演する。
- 世界コスプレサミットの選考会へ参加し書類選考、衣装審査、パフォーマンスを通して以下の成績を収めている。
- 2017年度世界コスプレサミットでは「RYO」という名義で福岡代表としてジュノンボーイの副島和樹と参加したが、ベスト3という結果で九州代表を逃す。
- 2018年度から「リゥリゥ」という名義で地方代表を勝ち取り日本代表決定戦へと駒を進め、世界コスプレサミット日本ベスト４を受賞。
- 2019年度の世界コスプレサミット日本代表選考会では地方大会で優勝し、日本代表決定戦への出場資格を獲得。
- 2019年8月　世界コスプレサミット2019年度日本代表として出場。
- 2019年10月　栃木市地域復興　勤労者総合福祉センター×machicos　ハロウィンイベントスペシャルステージスペシャルゲスト
- 2019年10月　春華堂 nicoeおかしなハロウィンフェス 　スペシャルゲスト
- 2021年3月30日放送　フジテレビONE コスコスプレプレ　世界コスプレサミット日本代表として出演。
- 2022年8月5～7日 世界コスプレサミット2023　WCSアルムナイゲスト出演。
- 2022年10月27～29日 サウジアニメエキスポ2022　ステージゲスト出演。ドラゴンボールファイターズステージ出演。
- 2022年10月30日放送　朝日放送 新婚さんいらっしゃい!　コスプレ日本代表夫婦として出演。
- 2022年11月12～13日　高知アニメクリエイター祭り　ゲスト出演
- 2023年4月29日　ニコニコ超会議2023　コスプレステージ WCSゲスト出演。